# Donald Byrd and 125th Street, N.Y.C. (album)
Donald Byrd and 125th Street, N.Y.C. è un album di Donald Byrd, pubblicato dalla Elektra Records nel 1979, mentre un'altra fonte colloca la data di pubblicazione nel 1980. Il disco fu registrato nei mesi di agosto e settembre del 1979 al The Sound Factory di Hollywood, California (Stati Uniti).

## Tracce
Lato A
1. Pretty Baby – 5:05 (Donald Byrd, Ronnie Garrett, William Duckett)
2. Gold the Moon, White the Sun – 5:27 (Donald Byrd, Kathy Wakefield)
3. Giving It Up – 5:06 (Donald Byrd)
4. Marilyn – 3:58 (Donald Byrd)

Lato B
1. People Suppose to Be Free – 4:48 (Donald Byrd, Kathy Wakefield)
2. Veronica – 4:23 (Donald Byrd)
3. Morning – 4:05 (Clare Fischer)
4. I Love You – 4:04 (Donald Byrd)

## Musicisti
- Donald Byrd - tromba, flicorno, produttore, arrangiamenti parti vocali
- Peter Christlieb - sassofono
- Ernie Watts - flauto
- Clare Fischer - tastiere, organo (Yamaha EX-42), sintetizzatore ARP, pianoforte elettrico (fender rhodes e dyno-my-piano), pianoforte acustico, sassofono alto
- Marcus Carlisle - chitarra steel
- William ''Country'' Duckett - chitarra elettrica
- Ronnie Garrett - basso elettrico
- Victor Butch Azevedo - batteria, percussioni
- Jim Gilstrap - accompagnamento vocale, coro
- John Lehman - accompagnamento vocale, coro
- Joyce Michael - accompagnamento vocale, coro
- Michael Campbell - accompagnamento vocale, coro
- Mitch Gordon - accompagnamento vocale, coro
- Zedric Turnbough - accompagnamento vocale, coro
- Wade Marcus - arrangiamento strumenti a corda e strumenti a fiato[1]